# Larsen & Toubro
Larsen & Toubro Limited, широко известный как L&T — индийский конгломерат в области технологий, проектирования, строительства, промышленного производства и финансовых услуг, ведущий свою деятельность по всему миру. Штаб-квартира в Мумбаи (штат Махараштра), Индия.
Основан двумя датскими инженерами, получившими убежище в Индии. Бизнес-интересы компании лежат в областях базового и тяжелого машиностроения, строительства, недвижимости, производства товаров, в информационных технологиях и в финансовых услугах. По состоянию на 31 марта 2019 года L&T Group включает 118 дочерних компаний, 6 ассоциированных компаний, 25 совместных предприятий и 35 совместных операционных компаний.

## Структура компании
Тремя ключевыми сферами деятельности L&T являются: строительство и проектирование, производство и торговля, инженерные услуги.
В целях лучшего управления бизнес L&T структурирован в 5 обширных блоков:
- Строительство — сюда входят здания и фабрики, тяжелая гражданская инфраструктура, транспортная инфраструктура, передача и распределение электроэнергии, очистка воды и сточных вод, металлургия и переработки материалов, а также «умный» мир и коммуникации;
- EPC Projects — сюда входят отдельные проекты по условиям контрактов EPC в сфере углеводородной инженерии, энергетики и развивающихся областей энергетики;
- Производство — сюда входят оборонное оборудование и системы, тяжелое машиностроение, строительство, горное и промышленное оборудование, промышленная арматура и электрические системы и системы автоматизации;
- Услуги — это включает недвижимость, информационные технологии, технологические услуги и финансовые услуги.
- Прочие — сюда входят метрополитен Хайдарабада, проекты развития инфраструктуры и корпоративные функции.

## История
Larsen & Toubro возникла из компании, основанной в 1938 году в Мумбаи двумя датскими инженерами, Хеннингом Холк-Ларсеном и Сёреном Кристианом Тубро. Компания начинала как представитель датских производителей молочного и сопутствующего оборудования. Однако с началом Второй мировой войны в 1939 году и последующей блокадой торговых линий партнеры открыли небольшую мастерскую по выполнению работ и предоставлению услуг. Вторжение Германии в Данию в 1940 году прервало поставки датской продукции. Необходимость ремонта, переоборудования и размагничивания кораблей во время войны дала L&T возможность для выполнения этих операций, что привело к созданию новой компании Hilda Ltd. L&T также приступила к ремонту и производству судов, что свидетельствует о расширении компании. Внезапное интернирование немецких инженеров в Британской Индии (из-за подозрений, вызванных Второй мировой войной), которые должны были строить завод по производству кальцинированной соды для Tata, устранило конкурентов и дало L&T возможность приступить и к этому проекту.
В 1944 году партнёры учредили компанию Engineering Construction & Contracts (ECC). В то время компания была сосредоточена на строительных проектах. В настоящее время ECC является строительным подразделением L&T. L&T начала сотрудничество с несколькими зарубежными компаниями. К 1945 году компания представляла британских производителей оборудования, используемого для производства таких продуктов, как гидрогенизированные масла, печенье, мыло и стекло. В 1945 году компания подписала соглашение с Caterpillar Tractor Company (США) на продажу землеройной техники. В конце войны большое количество излишков оборудования Caterpillar было доступно по привлекательным ценам, но требовалось больше финансовых средств, чем было у партнеров. Это побудило их привлечь дополнительный капитал, и 7 февраля 1946 года была зарегистрирована акционерная компания Larsen & Toubro Private Limited.
После обретения Индией независимости в 1947 году L&T открыла офисы в Калькутте, Мадрасе (Ченнаи) и Нью-Дели. В 1948 году в Поваи (англ.) около Бомбея, было приобретено 55 акров неосвоенных болот и джунглей. Ранее необитаемое болото впоследствии стало местом основного производственного центра компании. В декабре 1950 года, L & T стала публичной компанией с оплаченным капиталом 20 лакх рупий. Оборот продаж в том году достиг 1,09 крор рупий. В 1956 году большая часть мумбайского офиса переехала в здание ICI House в районе Баллард-эстейт, которое позже был куплено компанией и переименовано в L&T House.
В течение 1960-х годов при участии L&T основаны компании UTMAL (в 1960 году), Audco India Limited (1961 г.), Eutectic Welding Alloys (1962 г.) и TENGL (1963 г.).
В 1965 году L&T была выбрана партнером для строительства ядерных реакторов. Хоми Баба, тогдашний председатель индийской Комиссии по атомной энергии, впервые обратился в L&T в 1950-х годах с просьбой изготовить критически важные компоненты для атомных реакторов. Он убедил Холк-Ларсена, друга, с которым разделял интерес к искусству, в том, что если компания может это сделать, то она должна это сделать. С тех пор L&T внесла значительный вклад в индийскую ядерную программу.
В 1970-х годах L&T заключила контракт с Индийской организацией космических исследований (ISRO). Её тогдашний руководитель Викрам Сарабхай выбрал L&T в качестве производственного партнера. В 1972 году, когда Индия запустила свою космическую программу, L&T была приглашена к участию в ней.
В 1976 году ECC подала заявку на участие в крупном проекте постройки аэропорта в Абу-Даби. Однако денежный баланс ECC не отвечал финансовым квалификационным требованиям. Для участия в конкурсе ECC была присоединена к L&T. После этого ECC была переименована в L&T Construction, и теперь на её долю приходится самая большая часть годового дохода группы.
В 1985 году L&T заключила партнерство с Организацией оборонных исследований и разработок (DRDO). На тот момент правительством ещё не было разрешено компании производить оборонное оборудование, но было разрешено участвовать в программах проектирования и разработки совместно с DRDO. После завершения проектирования и разработки L&T пришлось передать всю документацию DRDO. Затем правительство поручило бы производство государственному оборонному подразделению или оружейному заводу. После серии успешных разработок и инициатив совместно с правительственными организациями компания производит ряд вооружений и ракетных систем, систем управления и контроля, инженерные системы и подводные лодки через сотрудничество с DRDO.

## Компании группы

### Промышленное и гражданское строительство
L&T Construction входит в число 15 крупнейших подрядчиков мира. Бизнес включает строительство зданий и заводов, крупных проектов гражданской, транспортной инфраструктуры, объектов передачи и распределения электроэнергии, очистки воды и сточных вод, металлургии и переработки материалов, а также «умный» мир и коммуникации.
Подразделение по зданиям и фабрикам — L&T B&F — строит коммерческие здания и аэропорты, жилые дома и фабрики. Среди построенных объектов: 400 высотных башен, 11 аэропортов, 53 ИТ-парка, 17 автомобильных заводов, 28 цементных заводов и 45 больниц.
Подразделение тяжелой гражданской инфраструктуры — L&T HCI — реализует проекты в области гидроэнергетики, туннелей, ядерной энергетики, специальных мостов, метро, портов, гаваней и оборонных сооружений. Список построенных объектов включает 231 км железнодорожных тоннелей метро, 19,5 км монорельсовых тоннелей, 8 315 МВт гидроэнергетических проектов и 8 080 МВт проектов ядерной энергетики. У него есть дочерняя компания L&T Geostructure LLP и два совместных предприятия, созданных для метрополитенов в Дохе (ALYSI JV Gold Line Doha Metro, Золотая линия (англ.) метрополитена Дохи) и Эр-Рияд (Оранжевая линия метрополитена Эр-Рияда, консорциум ArRiyadh New Mobility).
Подразделение транспортной инфраструктуры — L&T TI — строит дороги, взлетно-посадочные полосы, эстакады, железные дороги и т. д. Его послужной список включает 13 500 километров полос автомобильных дорог, 7,49 миллиона квадратных метров взлетно-посадочных полос и 3 260 километров железнодорожных путей. L&T TI акже работает через дочерние компании, такие как L&T Oman LLC, L&T Infrastructure Engineering Ltd и Hitech Rock Products & Aggregates Ltd L&T Infrastructure Engineering Ltd и Hitech Rock Products & Aggregates Ltd.
Подразделение по передаче и распределению электроэнергии — L&T PT&D — осуществляет проекты, связанные со строительством подстанций, систем распределения электроэнергии, линий передач электроэнергии и прокладкой оптоволоконных кабелей. Выполняет проекты в области возобновляемых источников энергии, коммунальных услуг, микросетей и накопителей энергии. Также работает на Ближнем Востоке, в Африке и в регионе АСЕАН. Его послужной список включает 12 510 км электрификации железнодорожных путей, 585 подстанций, 29 380 МВт Electrical Balance of Plant и 20 600 километров линий электропередач.
Подразделение по очистке воды и сточных вод — L&T WET — занимается водоснабжением и распределением, очисткой сточных вод, промышленными и крупными системами водоснабжения и интеллектуальной инфраструктурой водоснабжения. Его послужной список включает 40 000 км сетей водоснабжения и канализации и постройку водоочистных сооружений и очистных сооружений суммарной производительностью 3 400 миллионов литров в день.
L&T также реализует проекты в чёрной и цветной металлургии, то есть в производстве чугуна и стали, алюминия, меди, цинка, свинца и обогатительных фабрик. Предлагает решения EPC в транспортировке сыпучих материалов для угольного сектора. Подразделение «Промышленное оборудование и литье» предлагает изделия для производства, обработки, сборки и литья для химической, цементной, стальной, бумагоделательной, энергетической, минерально-сырьевой и железнодорожной промышленности.
L&T Solar, дочерняя компания Larsen & Toubro, занимается проектами в области солнечной энергетики и предлагает весь спектр решений в солнечной энергетике, включая концентраторы солнечной энергии и солнечные фотоэлектрические технологии (подключенные к сети, на крышах и в микросетях). Проектирует и строит солнечные электростанции. В апреле 2012 года L&T ввела в эксплуатацию крупнейшую в Индии солнечную фотоэлектрическую электростанцию (40 МВт), принадлежащую Reliance Power (англ.), в Джайсалмере (штат Раджастхан), от концепции до ввода в эксплуатацию прошло 129 дней. В 2011 году L&T заключила партнёрство с Sharp для выполнения EPC-контракта в рамках проекта строительства мегаваттной солнечной энергии и планирует построить около 100 МВт в течение следующих 12 месяцев. L&T Infra Finance, поддерживаемая материнской компанией L&T Ltd, также активно участвует в финансировании солнечных проектов в Индии. Управляется Rebel Enterprises.